# Централен добруджански народен съвет
Централният добруджански народен съвет (ЦДНС) о ръководното тяло на българска обществено-политическа организация, учредена в Добруджа по време на Първата световна война.

## Предпоставки и възникване
След освобождаването на Добруджа от българските войски през 1916 г., в нейната северна част започват да възникват народни комитети, чиято крайна цел е присъединяването на областта към Царство България. На 30 юли 1917 г. в Бабадаг, Северна Добруджа е учреден Централен добруджански народен съвет с председател д-р Иван Огнянов и секретар Антон Борлаков. За кратко време тя развива активна организационна дейност, която обхваща и Южна Добруджа. Броят на народните комитети достига до 300, а членската маса надхвърля 10 хил. души. Като печатен орган на ЦДНС се утвърждава вестник „Добруджа“. ЦДНС полага грижи за църковното и учебното дело, противопоставя се на антибългарската дейност и грабежите, осъществявани от германските военни власти в областта.

## Дейност
На 16 декември 1917 г. в новия театрален салон в Бабадаг е свикан Първият добруджански събор, в чиято работа вземат участие над 400 делегати. Съборът се изказва за присъединяването на Северна Добруджа към България и приема резолюция, с която настоява за завръщането на интернираните от румънските власти българи в Молдова. Вследствие на многобройни протести на ЦДНС в Бабадаг, а също така и на Върховния управителен комитет на емигрантската Добруджанска организация се осигурява застъпничество на Международния комитет на Червения кръст в Женева по въпроса за отвлечените добруджанци.
Проведени са два нови събора - в Бабадаг и в Разград. От 21 до 25 ноември 1919 год. в София се състои четвъртия поред Велик Добруджански Събор, свикан от двете добруджански тела — Върховния добруджански комитет и ЦДНО в опит да се избере единно тяхно ръководство.